# Stojančo Velinov
Stojančo Velinov (in macedone Стојанчо Велинов?; Kočani, 3 settembre 1989) è un calciatore macedone, attaccante del Nesebăr.

## Carriera

### Club
Il 1º luglio 2017 viene acquistato a titolo definitivo dalla squadra macedone del Rabotnički.

## Palmarès

### Club

#### Competizioni nazionali
- Coppa di Macedonia: 1

Akademija Pandev: 2018-2019